# Redunca fulvorufula
Cobe de montagne, Rédunca de montagne
Espèce
Statut de conservation UICN

 EN A2ad : En danger
Le Cobe de montagne ou Rédunca de montagne (Redunca fulvorufula) est une espèce d'antilopes de la famille des Bovidae.

## Description

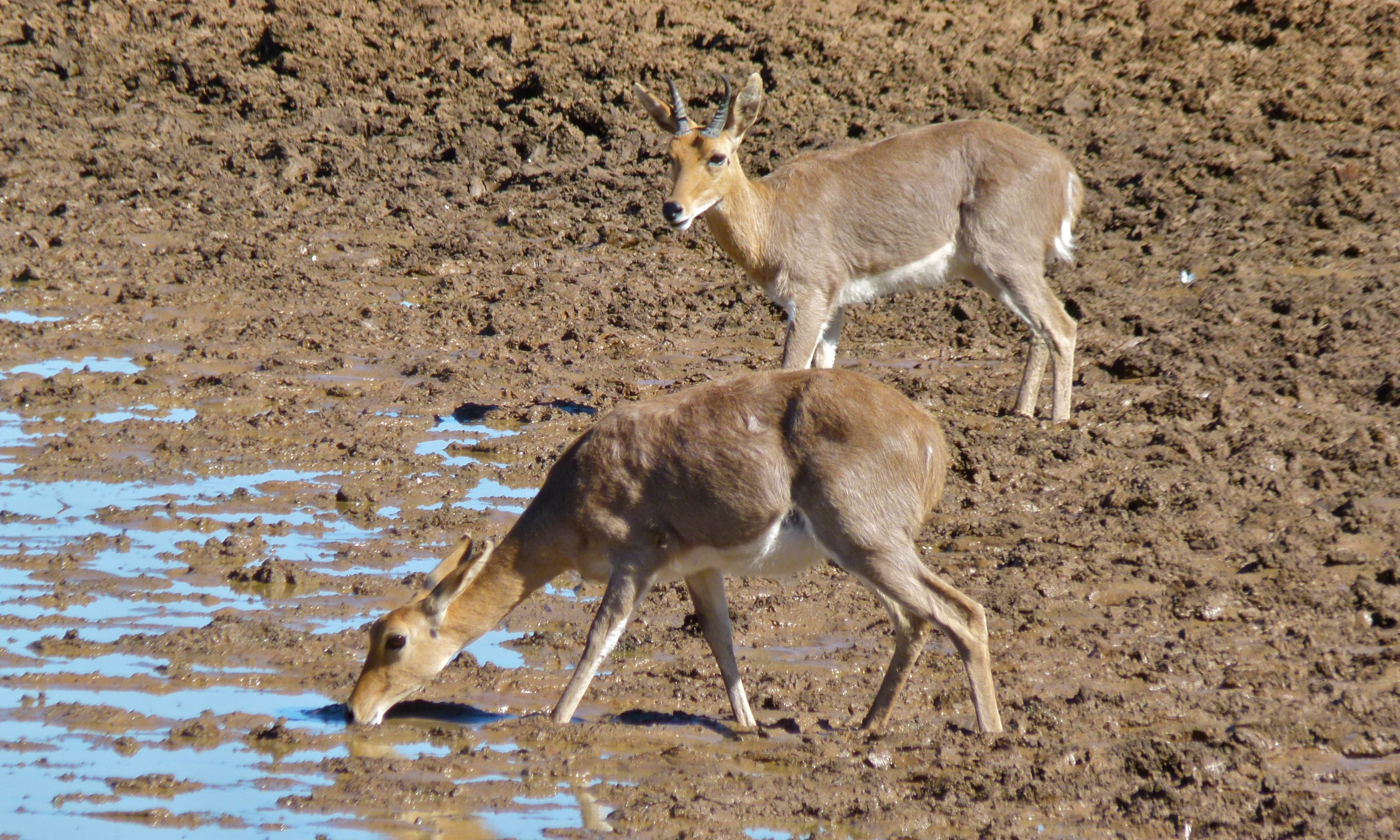
Mâle et femelle (Parc national de Mokala, Afrique du Sud)

Cette antilope mesure de 65 à 75 cm de hauteur et pèse de 20 à 40 kg, les mâles étant généralement plus grands et lourds que les femelles. Les cornes, portées exclusivement par les mâles, sont en forme de crochet et mesurent de 15 à 38 cm.
Ils ont une vue, une ouïe et un odorat très développés.

## Répartition et habitat
Afrique orientale depuis le Sud de l'Éthiopie jusqu'au Nord de la Tanzanie et l'Est de l'Ouganda ; et Sud de l'Afrique à partir du Zambèze jusqu'à l'Est et le centre de la province du Cap, également Nord du Cameroun.
Le Redunca des montagnes vit dans les terrains herbeux découvert ou buissonnants, caillouteux, des collines et montagnes. Préfère les pentes et terrasses aux crêtes. En montagne ils peuvent vivre jusqu'à 4200 m. Ils vivent également dans des berges élevées et des cours d'eau.
Ils sont sédentaires. Territoire marqué et défendu contre les autres mâles adultes.

## Comportement
Ils sont actifs surtout le matin, l'après-midi et le soir mais ils peuvent aussi être actifs la nuit. En saison sèche ils pâturent plus longtemps (car les aliments sont moins nutritifs) et se reposent tôt le matin et en fin d'après-midi.
Ils sont plus sociables que leurs cousins les cobes des roseaux, généralement en groupes de 10 à 30 animaux (1 mâle, plusieurs femelles et jeunes) .
Sons corporels : Ils se lèchent, se mordillent, se grattent et se frottent. Ils se lèchent la croupe et les cuisses se mordillent les épaules se grattent la tête et la nuque avec leurs pattes postérieures, et la croupe avec les cornes.
Cris : Ils sifflent la gueule fermée (par les narines, comme le chamois) et selon le degré d’excitation (150 fois, voire plus) ils peuvent aussi grogner.

## Alimentation
Plantes herbacées et buissons; peut se passer d'eau pendant longtemps.

## Reproduction
Gestation: de 7,5 à 8 mois.
Mises-bas: 9 à 14 mois, mises bas de novembre à mars.
Poids de naissance : 2 kg pour les femelles et 2,5 kg pour les mâles.
Maturité sexuelle : 9 à 24 mois pour les femelles et 8 à 12 mois pour les mâles.
Longévité : 12 ans

## Prédateurs
Surtout le lion, le léopard, le guépard, le lycaon, l'hyène, le crocodile et le  Python de Seba ou autres pythons africains,  mais le caracal, le babouin, le serval et le chacal sont aussi dangereux pour les adultes ; l'aigle de Verreaux, l'aigle martial, l'aigle de Bonelli et l'aigle couronné peuvent attaquer les petits. Ils fuient en faisant des sauts sur 20-30 m, le cou dressé et la queue serrée contre le corps, ils peuvent s'enfuir à environ 70 km/h.

## Sous-espèces
Selon l'UICN il y aurait 3 sous-espèces
- R. f. adamauae
- R. f. chanleri
- R. f. fulvorufula